# Ephebe

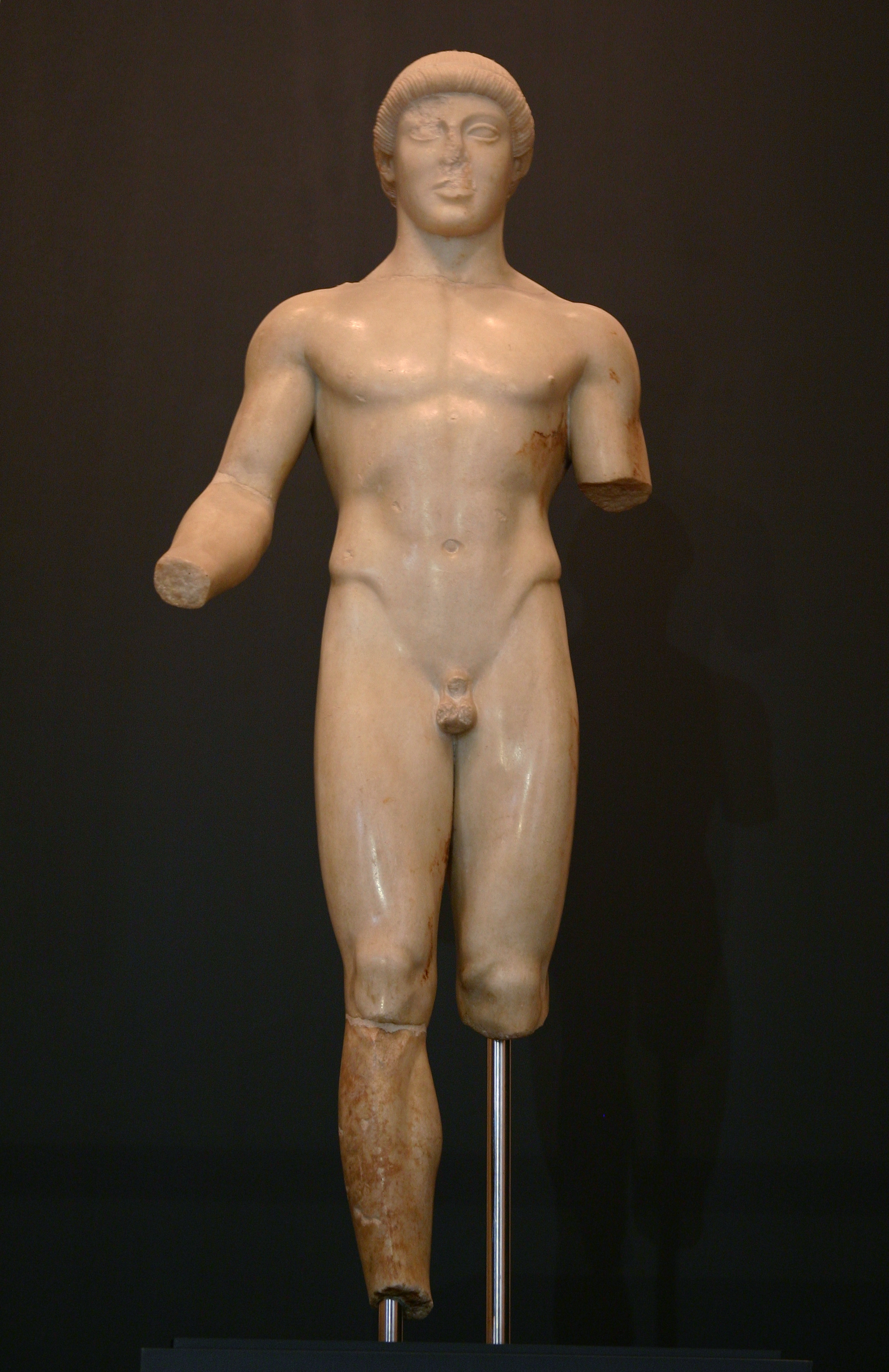
Statue (5. Jh. v. Chr.) im Regionalmuseum von Agrigent, Sizilien

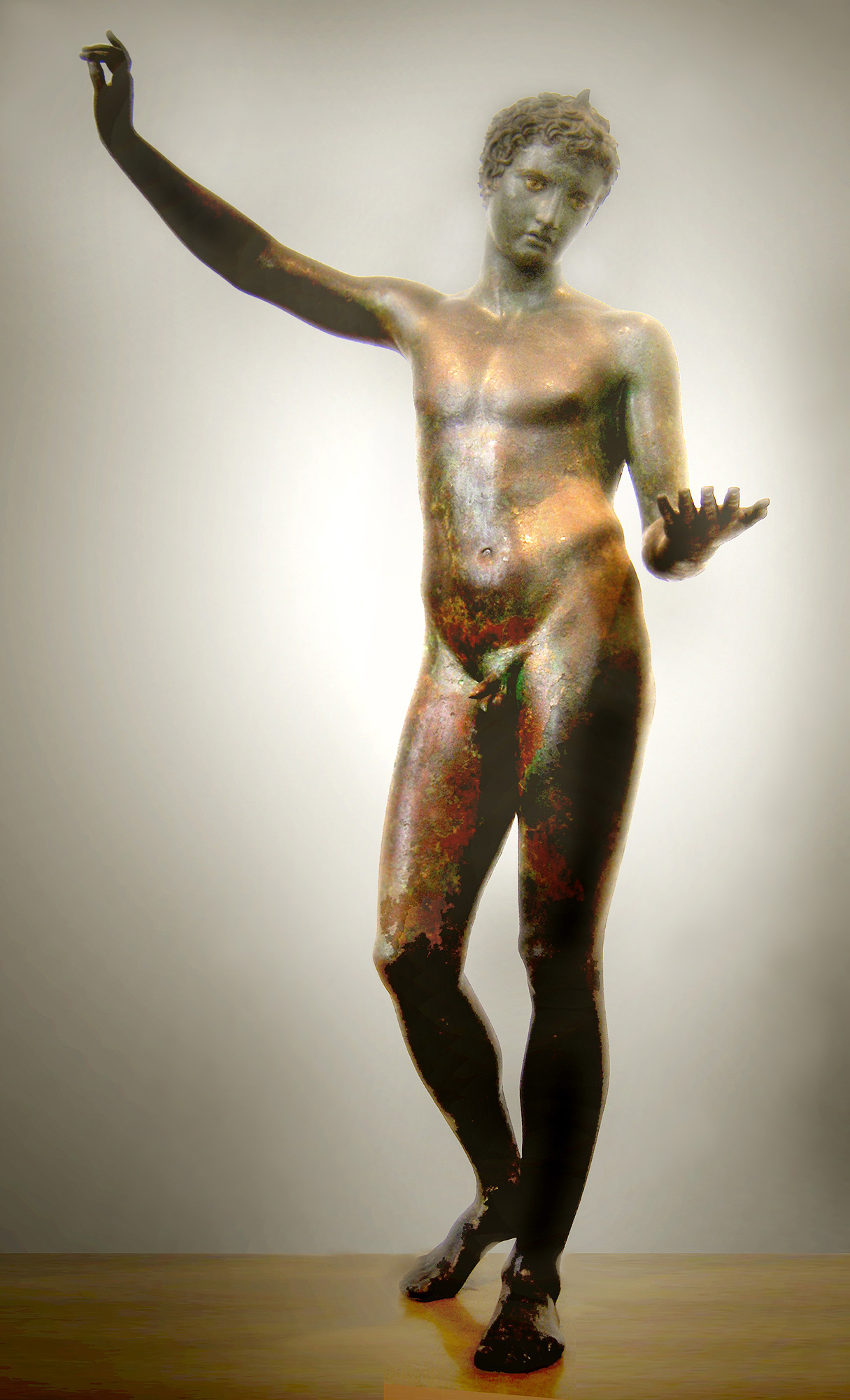
Statue (4. oder 3. Jh. v. Chr.) im Archäologischen Nationalmuseum von Athen

Ephebe (altgriechisch ἔφηβος ephēbos „Jüngling, junger Mann“) nannte man im antiken Griechenland allgemein einen jungen Mann unmittelbar nach der Pubertät. Mit dem Begriff „Ephebe“ kann auch ein hierarchisches Schüler-Lehrer-Verhältnis angedeutet werden; außerdem wird er im Zusammenhang mit dem Jüngling des Gymnasions oder des Lykeions gebraucht.

## Athen
In Athen verstand man ab dem 4. Jahrhundert v. Chr. unter einem Epheben einen jungen Mann von etwa 18 Jahren, der als Voraussetzung für die Erlangung des vollen Bürgerrechts eine zweijährige staatliche Ausbildung erhielt (Ephebie), die sich auf den Militärdienst bezog. Die Einführung der Epheben geht auf eine Sparmaßnahme zurück: Sie ersetzten die 300 skythischen Bogenschützen, die vorher die Polizeiaufgaben in Athen wahrgenommen hatten. Nach 166 v. Chr. entwickelte sich die ephebische Institution von einer militärischen zu einer privilegierten Erziehung für junge Männer der oberen Schicht. Die Ephebie bestand bis in das 3. Jahrhundert n. Chr.
Archäologische Beispiele hierfür gibt es sowohl in der griechischen Vasenmalerei als auch der statuarischen Kunst. Beispiele hierfür sind der Blonde Kopf von der Akropolis, der Ephebe aus dem Archäologischen Museum von Agrigent oder der sogenannte Kritios-Knabe.

## Rom

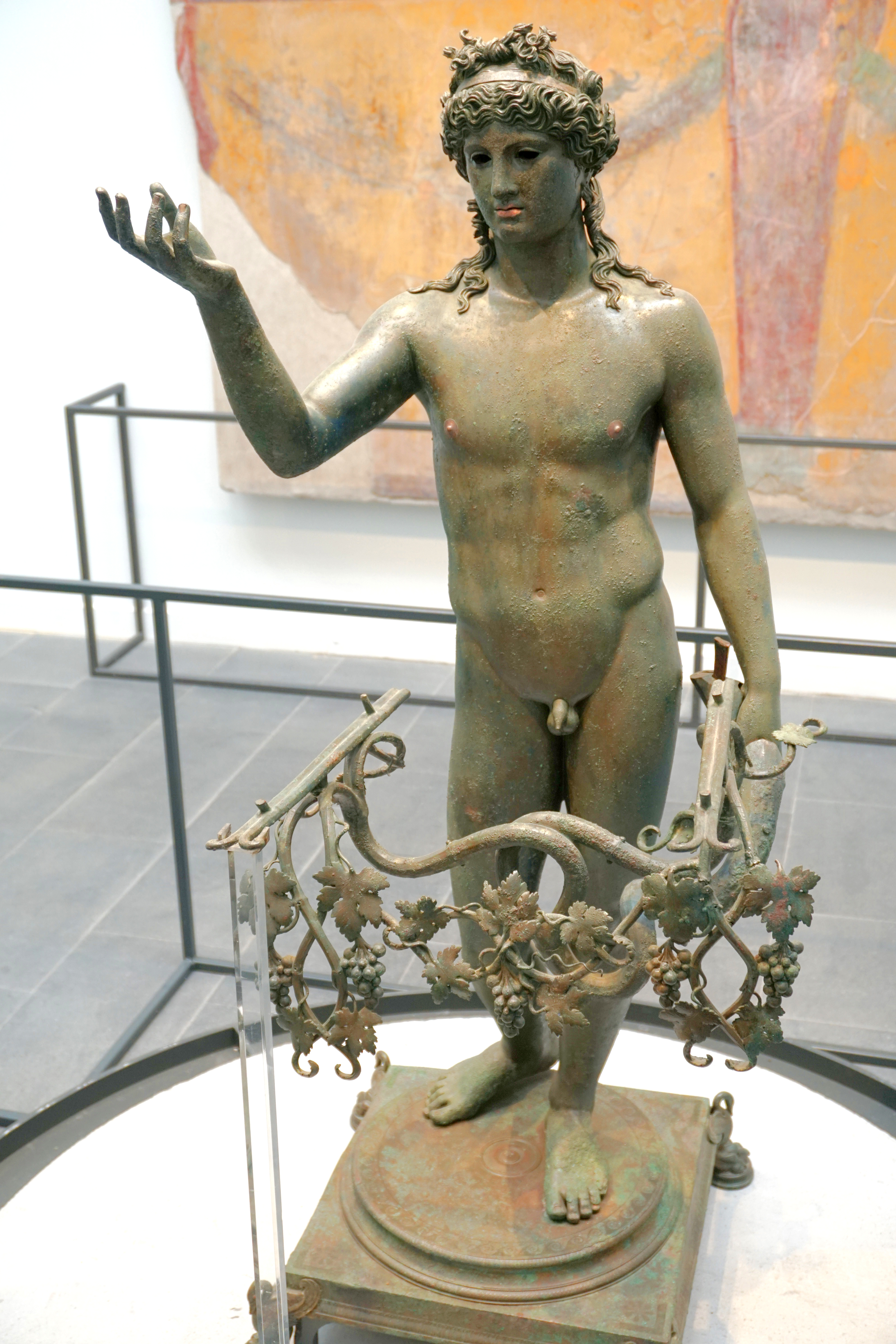
Ein Ephebe als Öllampen-Halter in Pompeji

Die römischen Patrizierfamilien übernahmen in der Erziehung junger Männer das griechische Konzept; dabei wurde der Begriff zu ephebus latinisiert. Auch Statuen aus römischer Zeit wurden in vielen Teilen des Römischen Reichs gefunden.